# Une histoire d'amour et de désir
Une histoire d'amour et de désir (bra: Um Conto de Amor e Desejo) é um filme de 2021 dirigido por Leyla Bouzid sobre um caso de amor erótico entre o árabe Ahmed, um francês de origem argelina de 18 anos, e Farah, uma jovem tunisiana. O filme recebeu comentários positivos dos críticos. No Brasil, foi lançado nos cinemas pela Bonfilm em 28 de abril de 2022. Antes do lançamento, foi apresentado no Festival Varilux de Cinema Francês 2021.

## Elenco
- Sami Outalbali como Ahmed Ouannas
- Zbeida Belhajamor como Farah Kallel
- Diong-Kéba Tacu como Saidou
- Aurélia Petit como Professora Anne Morel
- Mahia Zrouki como Dalila
- Bellamine Abdelmalek como Karim
- Mathilde Lamusse como Léa
- Samir El Hakim como Hakim
- Khemissa Zarouel como Faouzia
- Sofia Lesaffre como Malika
- Baptiste Carrion-Weiss como Damien
- Charles Poitevin
- Omar Khasb
- Zaineb Bouzid como Chiraz

## Recepção
Na França, o filme tem uma nota média da imprensa de 4/5 no AlloCiné. No agregador de críticas Rotten Tomatoes, que categoriza as opiniões apenas como positivas ou negativas, o filme tem um índice de aprovação de 100% calculado com base em 6 comentários dos críticos. Por comparação, com as mesmas opiniões sendo calculadas usando uma média aritmética ponderada, a nota é 6.0/10.